# Lysandra discreta
Lysandra discreta är en fjärilsart som beskrevs av Tutt 1910. Lysandra discreta ingår i släktet Lysandra och familjen juvelvingar. Inga underarter finns listade i Catalogue of Life.